# 艾伦代尔哥伦比亚学校
艾伦代尔哥伦比亚学校（英語：Allenda Columbia School）是一所獨立的非教会大学预备高中。該校另设有幼儿园，小学和中学。哥倫比亞學校由两位修女成立于1890年的女子学校，艾伦代尔哥伦比亚学校由一帮当地商人成立于1926年的男校，合并于1972年形成现在的艾伦代尔哥伦比亚学校。学校现坐落于纽约州羅徹斯特的匹茲弗（Pittsford）社区，邮政编码为14618。

## 校园
艾倫代爾哥倫比亞學校坐落於紐約州的匹茲弗，占地30英畝（12公頃）。學校分成三個部分：初級部（Lower School）、中級部（Middle School）和高級部（Upper School）。這三部雖各自使用自己的場所，不過也共用校園中的某些區域，例如一個500座位的表演中心、圖書館、公共食堂、體育、音樂以及美術設施。學生上各種課程時會需要到各個建築，一天下來會使用到整個校園的設施。
主建築群有41個教室、五個科學實驗室、九個電腦實驗室（三個室內以及六個機動）、三個音樂教室、兩個藝術工作室、一間暗房、一個外國語言實驗室、一所圖書館、一個表演中心、兩個體育館和一個科學側廳。

## 教職員
艾倫代爾哥倫比亞學校有57名教師。其中39名有高級學位，並有平均17年的教學經驗。